# Zacharia C. Panţu
Zacharia C. Panţu  (Bucareste, 1866 – Bucareste, 19 de março de 1934) foi um botânico romeno, cujo trabalho esteve centrado na flora das regiões alpina e sub-alpina.
Botânico renomado, por cerca de 40 anos foi conservador do herbário do Instituto Botânico, e lecionou na Faculdade de Ciências da Universidade de Bucareste. Deixou grande bibliografia publicada, onde se destacam, entre outros, os trabalhos Plantele vasculare culese în anul 1900 de la mânăstirile Căldăruşani şi Pasărea; Plante vasculare de la Ciorogârla, lângă Bucureşti; Plante vasculare din Dobrogea; Orchideele din România; Geraniaceele din România; Flora Bucureştiului şi a împrejurimilor; Flora Dobrogei; Flora Ceahlăului; Flora Bucegilor; Flora Deltei Dunării. Descreveu várias espécies, entre elas Vallisneria spiralis, Wolffia arrhiza, Goodyera repens, Ophioglossum vulgatum, Najas marina e Najas minor. Seu dicionário Plantele cunoscute de poporul român (Vocabular botanic) é uma obra de referência, compilando os nomes populares de cerca de duas mil espécies de plantas.